# Entomobrya dumitrescuae
Entomobrya dumitrescuae is een springstaartensoort uit de familie van de Entomobryidae. De wetenschappelijke naam van de soort is voor het eerst geldig gepubliceerd in 1967 door Gruia.